# العلاقات السيشلية الفرنسية
العلاقات السيشلية الفرنسية هي العلاقات الثنائية التي تجمع بين سيشل وفرنسا.

## مقارنة بين البلدين
هذه مقارنة عامة ومرجعية للدولتين:
| وجه المقارنة                                              | سيشل                                                | فرنسا                                                    |
| --------------------------------------------------------- | --------------------------------------------------- | -------------------------------------------------------- |
| المساحة (كم2)                                             | 459                                                 | 643.80 ألف                                               |
| عدد السكان (نسمة)                                         | 95.84 ألف                                           | 67.12 مليون                                              |
| الكثافة السكانية (ن./كم²)                                 | 20.88 ألف                                           | 104.26                                                   |
| العاصمة                                                   | فيكتوريا                                            | باريس                                                    |
| اللغة الرسمية                                             | لغة فرنسية، لغة إنجليزية، اللغة الكريولية السيشيلية | لغة فرنسية                                               |
| العملة                                                    | روبية سيشلية                                        | يورو، فرنك س ف ب، فرنك فرنسي، Livre tournois ‏            |
| الناتج المحلي الإجمالي (بليون دولار)                      | 1.49 مليار                                          | 2.58 تريليون                                             |
| الناتج المحلي الإجمالي (تعادل القوة الشرائية) بليون دولار | 2.54 مليار                                          | 2.87 تريليون                                             |
| الناتج المحلي الإجمالي الاسمي للفرد دولار أمريكي          | 15.48 ألف                                           | 36.20 ألف                                                |
| الناتج المحلي الإجمالي للفرد دولار أمريكي                 | 26.42 ألف                                           | 39.33 ألف                                                |
| مؤشر التنمية البشرية                                      | 0.772                                               | 0.888                                                    |
| رمز المكالمات الدولي                                      | +248                                                | +33                                                      |
| رمز الإنترنت                                              | .sc                                                 | .fr، .bzh ‏، .tf، .re، .wf، .yt، .pm، .paris              |
| المنطقة الزمنية                                           | ت ع م+04:00                                         | أوروبا/باريس ‏، توقيت وسط أوروبا، توقيت وسط أوروبا الصيفي |

## منظمات دولية مشتركة
يشترك البلدان في عضوية مجموعة من المنظمات الدولية، منها:
| علم المنظمة | اسم المنظمة                               | تاريخ انضمام سيشل | تاريخ انضمام فرنسا |
| ----------- | ----------------------------------------- | ----------------- | ------------------ |
|             | يونسكو                                    | 18 أكتوبر 1976    | 4 نوفمبر 1946      |
|             | وكالة ضمان الاستثمار متعدد الأطراف        | 15 سبتمبر 1992    | 28 ديسمبر 1989     |
|             | الأمم المتحدة                             | 21 سبتمبر 1976    | 24 أكتوبر 1945     |
|             | الفريق المعني برصد الأرض                  | ?                 | ?                  |
|             | الاتحاد البريدي العالمي                   | ?                 | ?                  |
|             | البنك الدولي للإنشاء والتعمير             | 29 سبتمبر 1980    | 27 ديسمبر 1945     |
|             | الاتحاد الدولي للاتصالات                  | 17 سبتمبر 1999    | 1866               |
|             | منظمة حظر الأسلحة الكيميائية              | 29 أبريل 1997     | ?                  |
|             | مؤسسة التمويل الدولية                     | 11 يونيو 1981     | 20 يوليو 1956      |
|             | المركز الدولي لتسوية المنازعات الاستشارية | 19 أبريل 1978     | 20 سبتمبر 1967     |
|             | منظمة الشرطة الجنائية الدولية             | 1 سبتمبر 1977     | ?                  |
|             | البنك الإفريقي للتنمية                    | ?                 | ?                  |

## أعلام
هذه قائمة لبعض الشخصيات التي تربطها علاقات بالبلدين:
- فرانس-ألبير رينيه (16 نوفمبر 1935 – 27 فبراير 2019)

## وصلات خارجية
- موقع وزارة الخارجية السيشلية
- موقع وزارة الخارجية الفرنسية